# NSU Prinz
Der NSU Prinz war ein Pkw-Modell der deutschen NSU Motorenwerke AG und wurde in verschiedenen Varianten von 1958 bis 1973 gebaut.

## Prinz I, Prinz II, Prinz 30 und Prinz 30E (Typ 40)

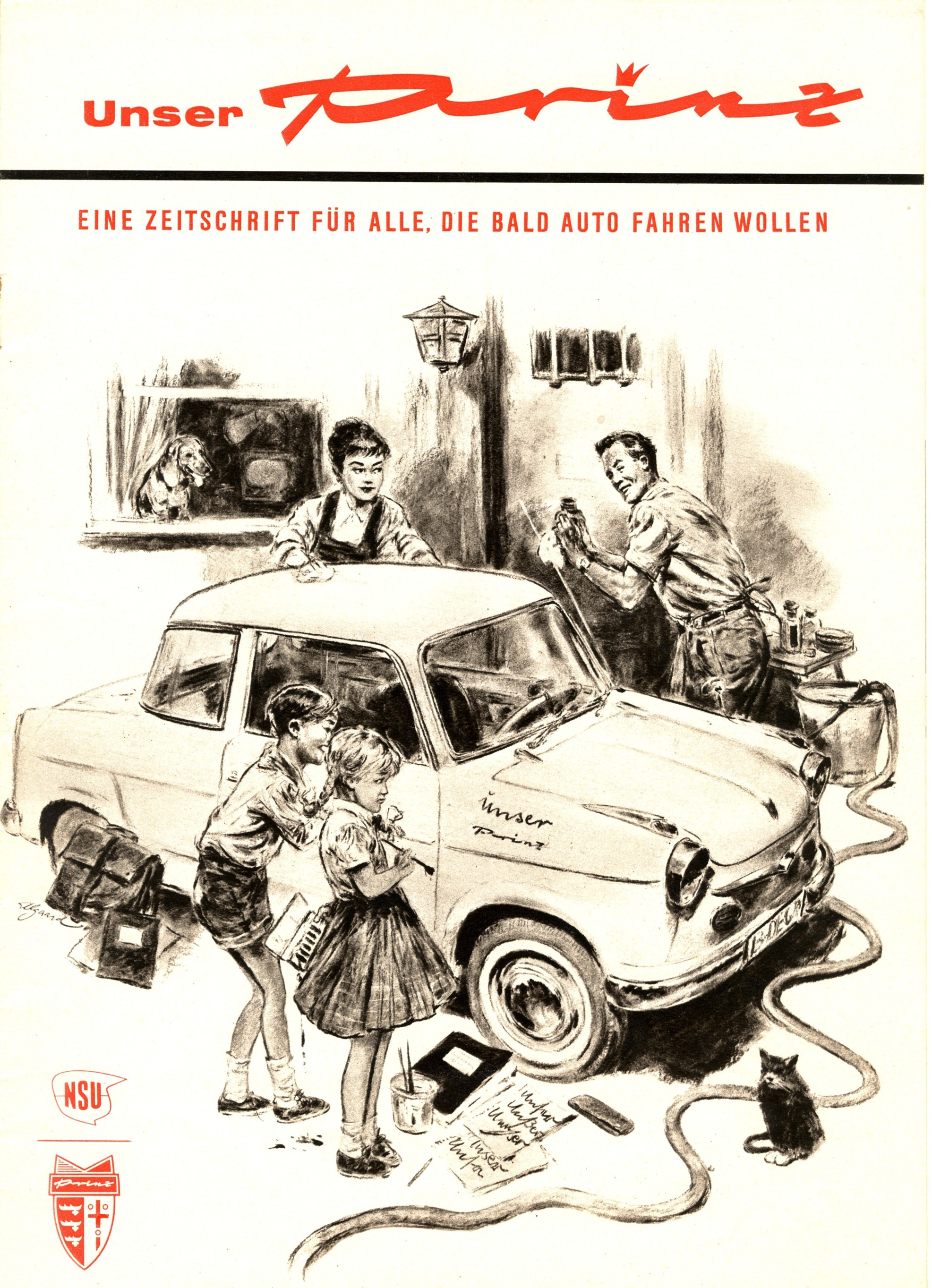
NSU-Reklameheft Unser Prinz (1958), gestaltet von Helmuth Ellgaard

Die NSU Motorenwerke, die nach dem Zweiten Weltkrieg nur motorisierte Zweiräder hergestellt hatten, beschäftigten sich Mitte der 1950er-Jahre mit der Entwicklung eines Leichtfahrzeuges. Zunächst war ein Dreiradfahrzeug geplant. Auf der IAA in Frankfurt am Main wurde im September 1957 aber der Prototyp des neuen vierrädrigen Kleinwagens „NSU Prinz“ mit selbsttragender Karosserie und im Heck eingebautem Zweizylinder-Reihenmotor der Öffentlichkeit vorgestellt.
Im März 1958 begann die Produktion. Der quer in das Heck eingebaute luftgekühlte Paralleltwin-Motor mit 583 cm³ Hubraum und einer Verdichtung von 6,8 : 1 leistete 20 PS (15 kW) bei 4600/min und konnte den Wagen bis auf 105 km/h beschleunigen. Bei einem Gleichläufer-Paralleltwin-Viertaktmotor bewegen sich die beiden Kolben gleichzeitig nach oben und unten. Ein Problem bei den ersten Motoren war die Aufhängung des Motors und die Dämpfung zur Karosserie, weil sich extreme Schwingungen übertrugen. Diese Schwingungen wurden mit speziellen Silentblöcken deutlich reduziert. Der Prinz hatte eine Dynastart-Anlage, d. h. eine kombinierte Anlasser-Lichtmaschine von Bosch.
Eine Besonderheit dieses Paralleltwins war der Antrieb der obenliegenden Nockenwelle über Schubstangen und Exzenter (in der NSU-Werbung ULTRAMAX-Steuerung) wie bei dem Einzylindermotor der NSU Max. Eine weitere Besonderheit liegt in der Anordnung der Kupplung zwischen der Schwungscheibe und dem zweiten Zylinder; der Abtrieb erfolgt über ein Zahnrad auf der Kurbelwelle.
Die Ausstattung des Prinz war besonders einfach gehalten. Er hatte ein unsynchronisiertes Klauengetriebe mit vier Vorwärtsgängen und weder die damals üblichen, schwenkbaren Dreiecksfenster in den Türen noch Liegesitze. Dafür gab es Schiebefenster in den Türen. Das Fahrzeug war – im Unterschied zu den Modellen der meisten anderen deutschen Automobilhersteller – bereits mit einer 12-V-Elektrik ausgestattet. Es war nur in der Außenfarbe Lichtgrün lieferbar. Diese Einfachversion wurde später Prinz I genannt und kostete 3739 DM.
Ab Februar 1959 wurde parallel ein Prinz II angeboten. In Karosserieform und Motorisierung entsprach das zusätzliche neue Modell dem Prinz I, war aber besser ausgestattet. Der neue Wagen hatte ein voll synchronisiertes Getriebe, ein besser bestücktes Armaturenbrett, Ablagetaschen in den Türen, einen Aschenbecher, Kunstlederapplikationen im Innenraum und Kurbel- anstatt Schiebefenster in den Türen. Für dieses Modell gab es vier verschiedene Außenfarben und gegen Aufpreis eine Zweifarbenlackierung, Weißwandreifen und Faltdach. Der Wagen kostete gegenüber dem Prinz I 340 DM Aufpreis.

Als sportliche Variante des Prinz II wurde ab April 1959 der Prinz 30 angeboten, der bei unverändertem Hubraum, aber auf 7,6 : 1 angehobener Verdichtung und einem etwas größeren Vergaser 30 PS (22 kW) leistete und den kleinen Wagen – bei beachtlichem Lärm – 118 km/h schnell machte. Ab September 1959 gab es die Varianten Prinz IIE und Prinz 30E (für Export), die mit den Dreiecks-Ausstellfenstern in den Türen und Liegesitzen ausgestattet waren. Die vorderen Blinker saßen nun nicht mehr auf den Kotflügeln, sondern waren unter den Hauptscheinwerfern angebracht. Ähnlich wie beim VW 1200 war das „Exportmodell“ auch im Inland erhältlich; es waren lediglich besser ausgestattete Varianten des Prinz II/Prinz 30.

## Prinz III und Prinz 30 (Typ 40)

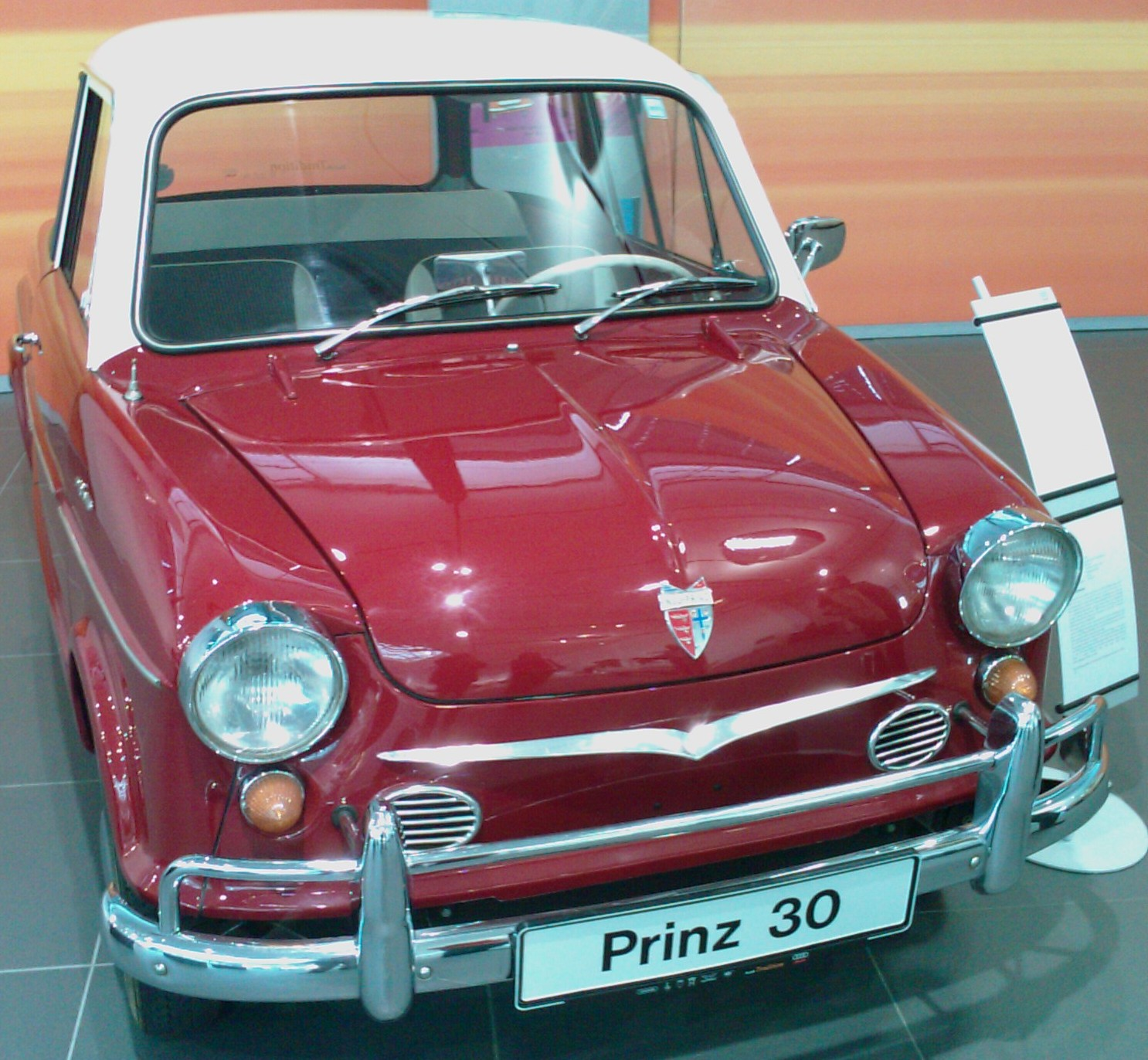
NSU Prinz 30

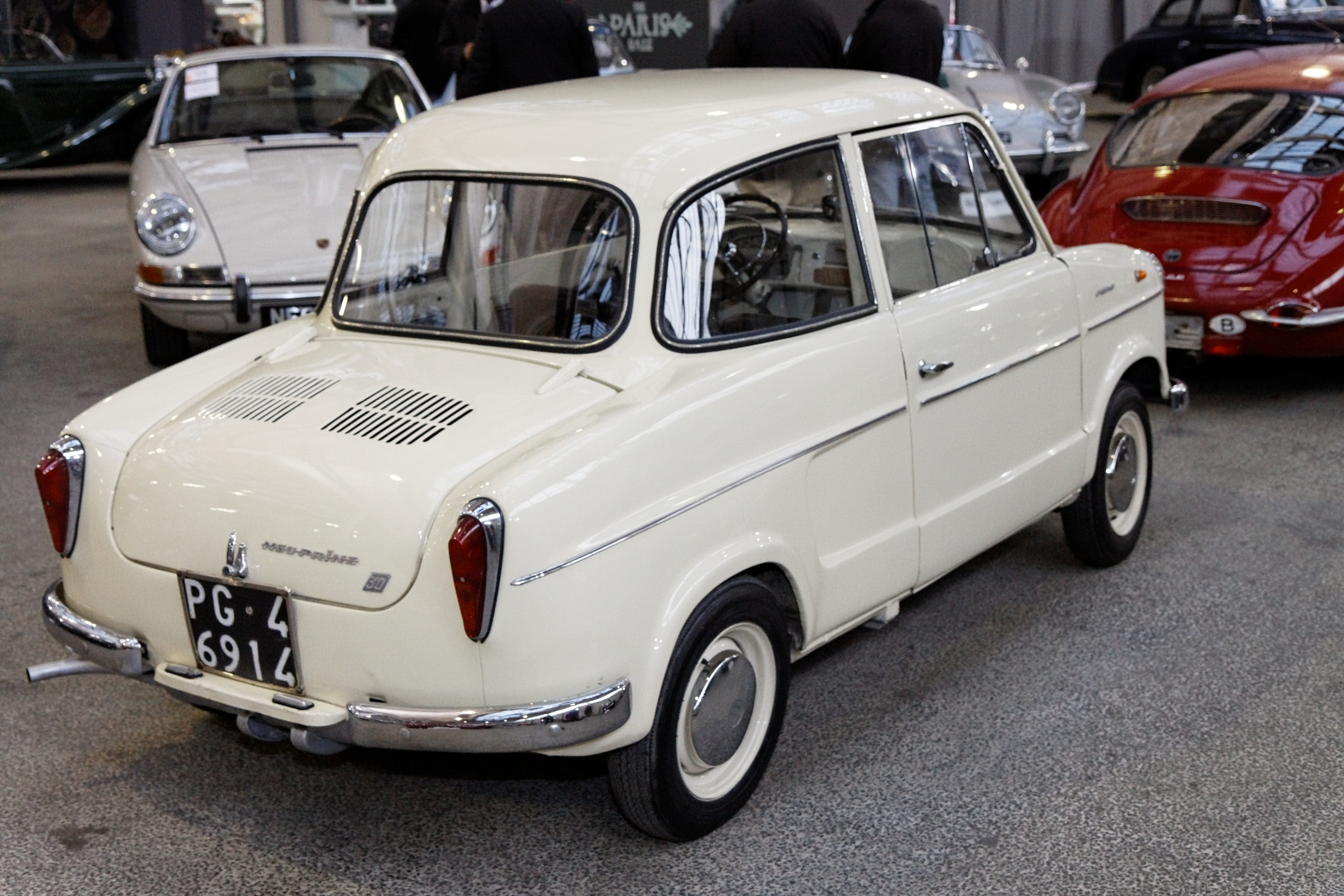
NSU Prinz 30 (Heckansicht)

Im September 1960 wurde der Prinz II durch den Prinz III ersetzt, und im Dezember desselben Jahres entfiel das Einfachmodell Prinz I. Bei unveränderter Karosserieform war der neue Wagen mit einem etwas stärkeren, nun 7,5 : 1 verdichtenden Motor ausgestattet, dessen 23 PS (19 kW) bei 4500/min für eine Höchstgeschwindigkeit von 111 km/h ausreichten. Die vorderen Blinker unter den Hauptscheinwerfern, die vorher nur der Prinz 30 hatte, waren jetzt bei allen Prinz III serienmäßig. Die Doppelquerlenker-Vorderachse wurde vom Vorgänger übernommen und erhielt einen zusätzlichen Stabilisator, die hintere Pendelachse erhielt zusätzlich Luftkissen, die innerhalb der Schraubenfedern untergebracht waren. NSU hob die Konstruktion in der Werbung als PRINZAIR-Federung heraus und versprach „eine Federungscharakteristik, wie man sie bei großen Wagen findet.“ Der Prinz III kostete anfangs 3986 DM. Bis 1962 stieg der Preis auf 4016 DM.
Die Version Prinz 30E hieß nun Prinz 30 und wurde motorisch unverändert übernommen, erhielt aber auch die oben beschriebenen Modernisierungen. Er hatte eine Wärmetauscherheizung und längere Federwege als der normale Prinz III. Sein Kaufpreis lag bei 4154 DM.
Insgesamt entstanden von den Versionen Prinz I-III (einschließlich Prinz 30 und Prinz 30E) in vier Jahren 94.549 Exemplare.

## Prinz 4, Prinz 4S und Prinz 4L (Typ 47)

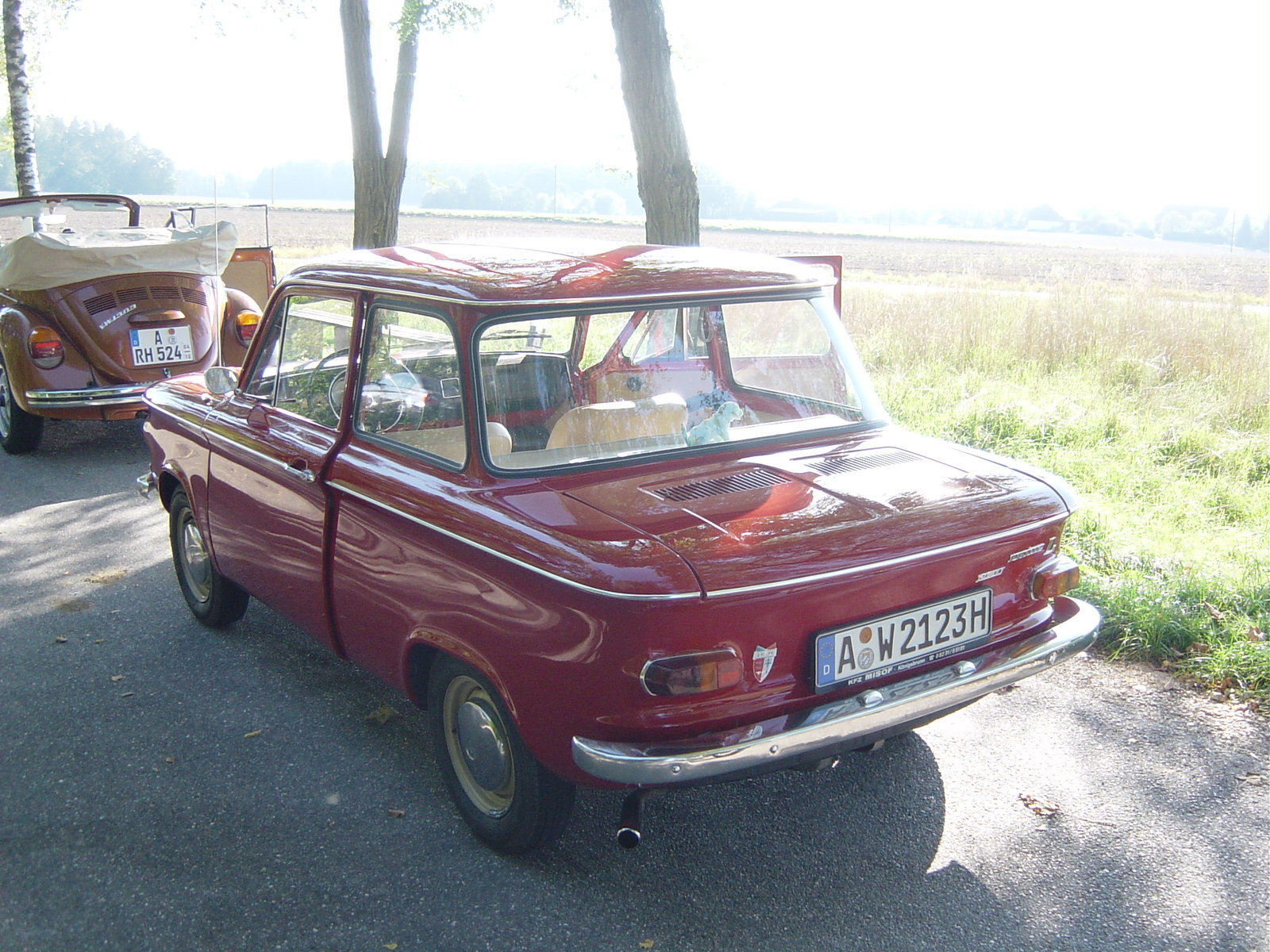
NSU Prinz 4 L (Heckansicht)

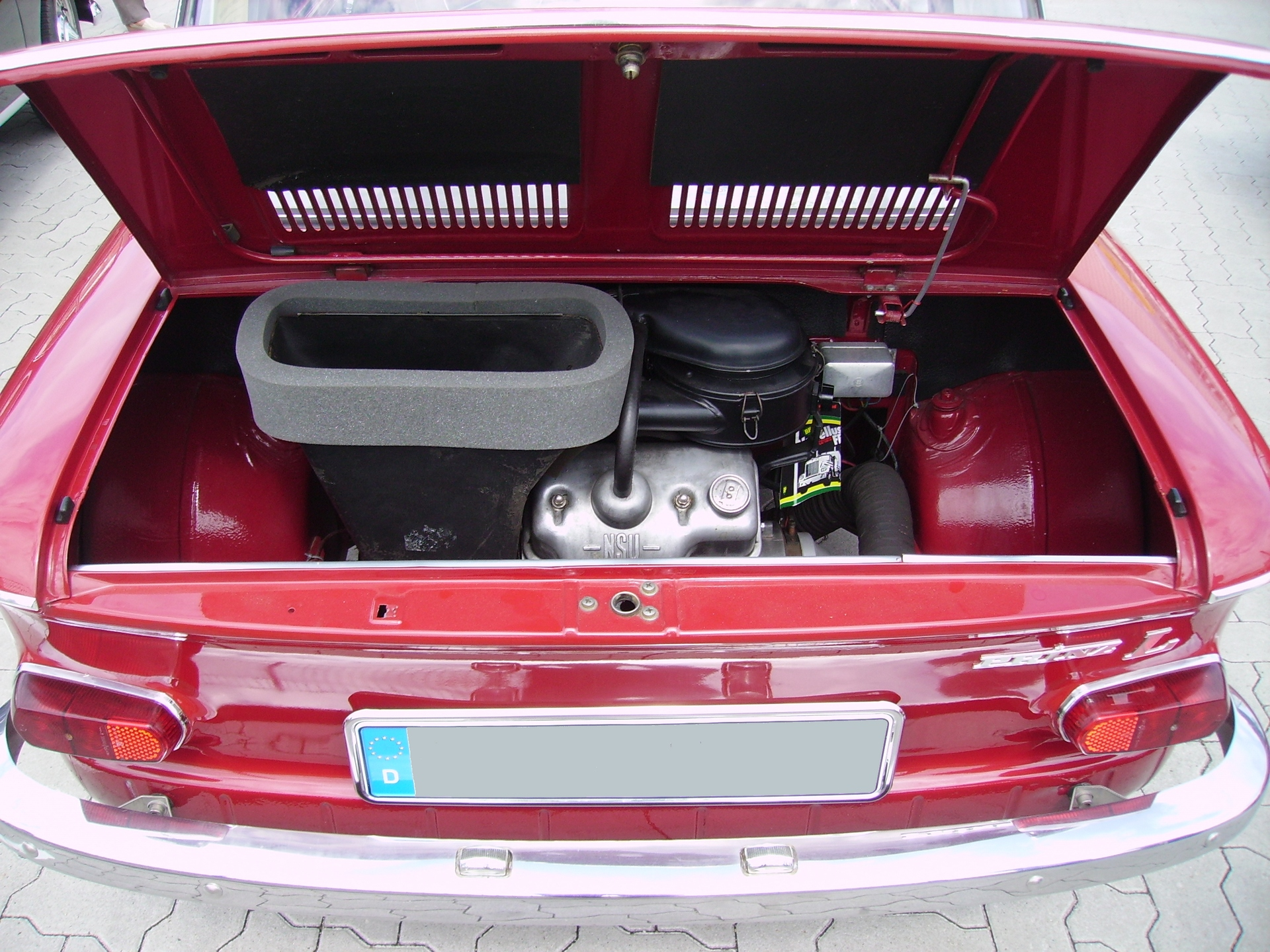
Motorraum des NSU Prinz 4 L

Bereits im Juni 1961 begann die Produktion des NSU Prinz 4. Das Nachfolgemodell der Prinzen I, II und III (einschließlich des Prinz 30) wurde im September 1961 auf der IAA in Frankfurt am Main gezeigt. Gegenüber seinen Vorgängern war er deutlich gewachsen und erhielt eine von dem Automobildesigner Claus Luthe entworfene Karosserie im Stil des Chevrolet Corvair mit einer die Gürtellinie betonenden umlaufenden Sicke.
Fahrwerk und Getriebe entsprachen denen des Prinz III. Spekulationen zur erstmaligen Verwendung des Wankelmotors erfüllten sich nicht. Der herkömmliche Motor leistete jetzt 30 PS (22 kW) aus 598 cm³. Das ermöglichte eine Spitzengeschwindigkeit von 116 km/h. Der Prinz 4 wog nur 570 kg und hatte ein zulässiges Gesamtgewicht von 1000 kg.
Der selten gekaufte „Prinz 4“ war die Einfachversion (entsprechend dem früheren Prinz I), während der „Prinz 4S“ die Normalversion (entsprechend den früheren Modellen Prinz II und III) darstellte. Diese beiden Versionen wurden unverändert bis März 1969 angeboten.
Ab September 1965 kam die Version „Prinz 4L“ mit nochmals verbesserter Ausstattung dazu, die nahezu unverändert bis April 1973 gebaut wurde. Es gab nur kleinere Änderungen, wie beispielsweise die Frontblechzierleiste.
Der weit überwiegende Anteil der Fahrzeuge aus den letzten Produktionsjahren wurde nach Italien verkauft, in den Jahren 1968 bis 1970 waren das 123.338 von 170.080 gefertigten Exemplaren, also 72,5 %. Insgesamt entstanden in zwölf Jahren etwa 570.000 NSU Prinz 4, Prinz 4S und Prinz 4L.
Bei einem im Jahr 1969 von NSU in Neckarsulm durchgeführten Crashtest (Frontalcrash mit 50 km/h gegen einen Betonklotz) mit einem Prinz 4 platzte der im Kofferraum montierte Tank, das Fahrzeug geriet durch das auslaufende Benzin wenige Sekunden nach dem Aufprall in Brand.
Im Juli 2023 präsentierten Auszubildende von Audi anlässlich des 150-jährigen Jubiläums des Standorts Neckarsulm mit dem Audi EP4 Concept einen auf Elektroantrieb umgerüsteten Prinz 4 aus dem Baujahr 1971. Der Elektromotor stammt aus einem Audi e-tron, die Batterie aus einem Audi Q7 PHEV. Der Unterbau des Restomods wurde erneuert und stammt vom Audi A1. Weitere Änderungen sind beispielsweise LED-Scheinwerfer oder ein Überrollkäfig.

## Auslandsfertigung und Abkömmlinge

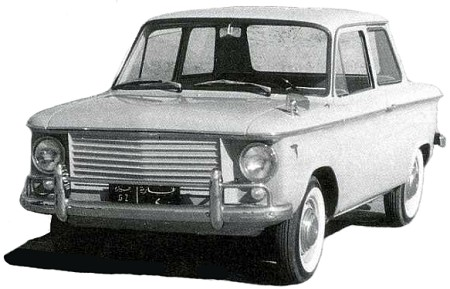
Nasr Ramses II

In Kairo wurde der NSU Prinz 4 für den lokalen Markt von der Egyptian Light Transport Manufacturing Company als Ramses II montiert. In Montevideo rollte er bei der Nordex S.A. als P-1000 vom Band.
Der Prinz 4 gilt als stilistisches Vorbild des sowjetischen SAS-966 „Saporoshez“, der ab 1966 gebaut wurde.

## Technische Daten
|                                | Prinz I                                   | Prinz II                                  | Prinz III                                 | Prinz 30                                  | Prinz 4 (S)                               | Prinz 4 L                                 |
| Bauzeitraum                    | 1958–1960                                 | 1959–1960                                 | 1960–1962                                 | 1959–1962                                 | 1961–1969                                 | 1965–1973                                 |
| Motorkenndaten                 |                                           |                                           |                                           |                                           |                                           |                                           |
| Motortyp                       | 2 Zylinder Paralleltwin-Motor (Heckmotor) | 2 Zylinder Paralleltwin-Motor (Heckmotor) | 2 Zylinder Paralleltwin-Motor (Heckmotor) | 2 Zylinder Paralleltwin-Motor (Heckmotor) | 2 Zylinder Paralleltwin-Motor (Heckmotor) | 2 Zylinder Paralleltwin-Motor (Heckmotor) |
| Ventilsteuerung                | OHC                                       | OHC                                       | OHC                                       | OHC                                       | OHC                                       | OHC                                       |
| Gemischaufbereitung            | 1 Fallstromvergaser Bing 7/26             | 1 Fallstromvergaser Bing 7/26             | 1 Fallstromvergaser Bing 7/26             | 1 Fallstromvergaser Bing 7/28             | 1 Fallstromvergaser Solex 34 PCI          | 1 Fallstromvergaser Solex 34 PCI          |
| Kühlung                        | Luftkühlung                               | Luftkühlung                               | Luftkühlung                               | Luftkühlung                               | Luftkühlung                               | Luftkühlung                               |
| Bohrung × Hub                  | 75 × 66 mm                                | 75 × 66 mm                                | 75 × 66 mm                                | 75 × 66 mm                                | 76 × 66 mm                                | 76 × 66 mm                                |
| Hubraum                        | 583 cm³                                   | 583 cm³                                   | 583 cm³                                   | 583 cm³                                   | 598 cm³                                   | 598 cm³                                   |
| Verdichtungsverhältnis         | 6,8:1                                     | 6,8:1                                     | 7,5:1                                     | 7,6:1                                     | 7,5:1                                     | 7,5:1                                     |
| max. Leistung bei min−1        | 15 kW (20 PS)/ 4600                       | 15 kW (20 PS)/ 4600                       | 17 kW (23 PS)/ 5000                       | 22 kW (30 PS)/ 5500                       | 22 kW (30 PS)/ 5600                       | 22 kW (30 PS)/ 5600                       |
| max. Drehmoment bei min−1      | 41 Nm/ 2250                               | 41 Nm/ 2250                               | 43 Nm/ 2850                               | 42 Nm/ 3200                               | 44 Nm/ 3250                               | 44 Nm/ 3250                               |
| Kraftübertragung               |                                           |                                           |                                           |                                           |                                           |                                           |
| Antrieb                        | Heckantrieb                               | Heckantrieb                               | Heckantrieb                               | Heckantrieb                               | Heckantrieb                               | Heckantrieb                               |
| Getriebe                       | 4-Gang-Schaltgetriebe                     | 4-Gang-Schaltgetriebe                     | 4-Gang-Schaltgetriebe                     | 4-Gang-Schaltgetriebe                     | 4-Gang-Schaltgetriebe                     | 4-Gang-Schaltgetriebe                     |
| Getriebe-Synchronisierung      | –                                         | I – IV                                    | I – IV                                    | I – IV                                    | I – IV                                    | I – IV                                    |
| Messwerte                      |                                           |                                           |                                           |                                           |                                           |                                           |
| Höchstgeschwindigkeit          | 105 km/h                                  | 105 km/h                                  | 111 km/h                                  | 118 km/h                                  | 116 km/h                                  | 116 km/h                                  |
| Beschleunigung, 0–100 km/h     | 53 s                                      | 53 s                                      | 44 s                                      | 33 s                                      | 35 s                                      | 35 s                                      |
| Kraftstoffverbrauch auf 100 km | 7,0 l S                                   | 7,0 l S                                   | 7,0 l S                                   | 7,0 l S                                   | 7,0 l S                                   | 7,0 l S                                   |
| Leergewicht                    | 510 kg                                    | 520 kg                                    | 520 kg                                    | 540 kg                                    | 570 kg                                    | 570 kg                                    |
| Quelle:                        |                                           |                                           |                                           |                                           |                                           |                                           |

## Weitere Modelle
Neben dem Prinz I-III und dem Prinz 4 erhielten anfangs auch die größeren Modelle des Herstellers den Namenszusatz „Prinz“:
- Sport-Prinz (1958–1967)
- Prinz 1000 (1964–1967)
- Prinz 1000 TT (1965–1967)

## Trivia
John Glenn besaß Anfang der 1960er-Jahre einen Prinz I. Er wählte ihn als sein Alltagsauto, da er täglich ca. 290 km pendeln musste und der Prinz deutlich sparsamer war als die bei den Astronauten üblichere Corvette. Friedel Münch verwendete den Motor des Prinz 1000, um eines der leistungsstärksten Motorräder der 60er Jahre zu schaffen, die Münch-4 TTS 1200.

## Nachfolger
Als Nachfolger des NSU Prinz war das Projekt K 50 vorgesehen. Durch die Fusion mit Audi wurde daraus der Audi 50.